# Žamberk
Žamberk (tjekkisk udtale: [ˈʒambɛrk] ; tysk: Senftenberg )  er en by i distriktet Ústí nad Orlicí i regionen Pardubice i Tjekkiet med omkring 6.000 indbyggere. Den historiske bymidte er velbevaret og er beskyttet ved lov som en urban monumentzone.

## Geografi
Žamberk ligger omkring 13 km  nordøst for Ústí nad Orlicí og 49  øst for Pardubice. Den ligger i Orlickéforbjergene. Det højeste punkt er bakken Hůrka på 515 m  over havets overflade. Floden  Divoká Orlice løber gennem byen.

## Historie
Žamberk blev grundlagt i anden halvdel af det 13. århundrede under koloniseringen af denne region. Dens forgænger var en slavisk bosættelse på en handelsrute fra Mähren til Kłodzko Land i det sydlige Polen. Den første skriftlige omtale af Žamberk er fra 1332 under dets tyske navn Senftenberg. Kort efter begyndte det tjekkiske navn at blive brugt, hvilket vidner om at den tjekkiske befolkning var blevet større.
I midten af det 14. århundrede blev Žamberk delt mellem godserne Litice og Žampach med forskellige ejere. Som en del af Litice-ejendommen var det ejet af Pernštejn-familien og Ernest fra Bayern. I 1563 blev det erhvervet af Mikuláš fra Bubna af Litice. I 1575 købte han den anden del af Žamberk og slog de to dele sammen. I 1575-1600 lod han bygge et slot her, og siden blev det kendt som Žamberk-godset. Familien Bubna af Litice ejede godset indtil 1809.